# Louis Madeline
Pour les articles homonymes, voir Madeline.
Marie Joseph Eugène Louis Madeline, né le 18 janvier 1882 à Paris où il est mort le 28 août 1962, est un architecte français, élève de Henri Deglane.

## Biographie
Premier Second Grand Prix de Rome d’architecture en 1909, il est nommé à compter du 1er mars 1928 professeur de théorie de l’architecture à l’École nationale supérieure des beaux-arts en remplacement d’Auguste Blavette (1850–1933), admis à la retraite. Louis Madeline est professeur de théorie de 1928 à 1937 puis de 1944 à 1949.
Il est croix de guerre 1914-1918 avec palme, chevalier de la Légion d'honneur (décret du 11 août 1931, ministère de l'Instruction publique, en qualité d'architecte en chef des Monuments historiques, conservateur du Grand-Palais des Champs-Élysées), officier (décret du 18 novembre 1938, ministère du Commerce, en qualité d'architecte en chef des Palais nationaux, conservateur du Grand-Palais, Exposition internationale de 1937), commandeur (décret du 5 mai 1955, ministère de l'Éducation nationale, en qualité d'architecte en chef honoraire des Bâtiments civils et Palais nationaux, 41 ans de services civils et militaires).
Il épouse Marguerite Marie Touchard à Paris le 26 octobre 1915.
Louis Madeline est conservateur du Grand Palais de mai 1930 à février 1949.
Entre 1931 et 1935, Louis Madeline est l'architecte de la piscine Judaïque de Bordeaux.
Entre 1934 et 1958, il contribue en collaboration avec Urbain Cassan et Jean Walter à la construction de la cité hospitalière de Lille.
Il est également, entre autres, chargé après la Seconde Guerre mondiale de reconstruire le port de Toulon après sa nomination en 1946 en tant qu'architecte en chef du Var. Avec l'arrivée d'Eugène Claudius-Petit au ministère de la Reconstruction et de l'Urbanisme, le projet suscite une polémique du fait de son ambition, des coûts et des délais. Le ministère remplace Louis Madeline par Jean de Mailly, un de ses anciens élèves, en 1950. L'inauguration du premier immeuble a lieu en 1953.

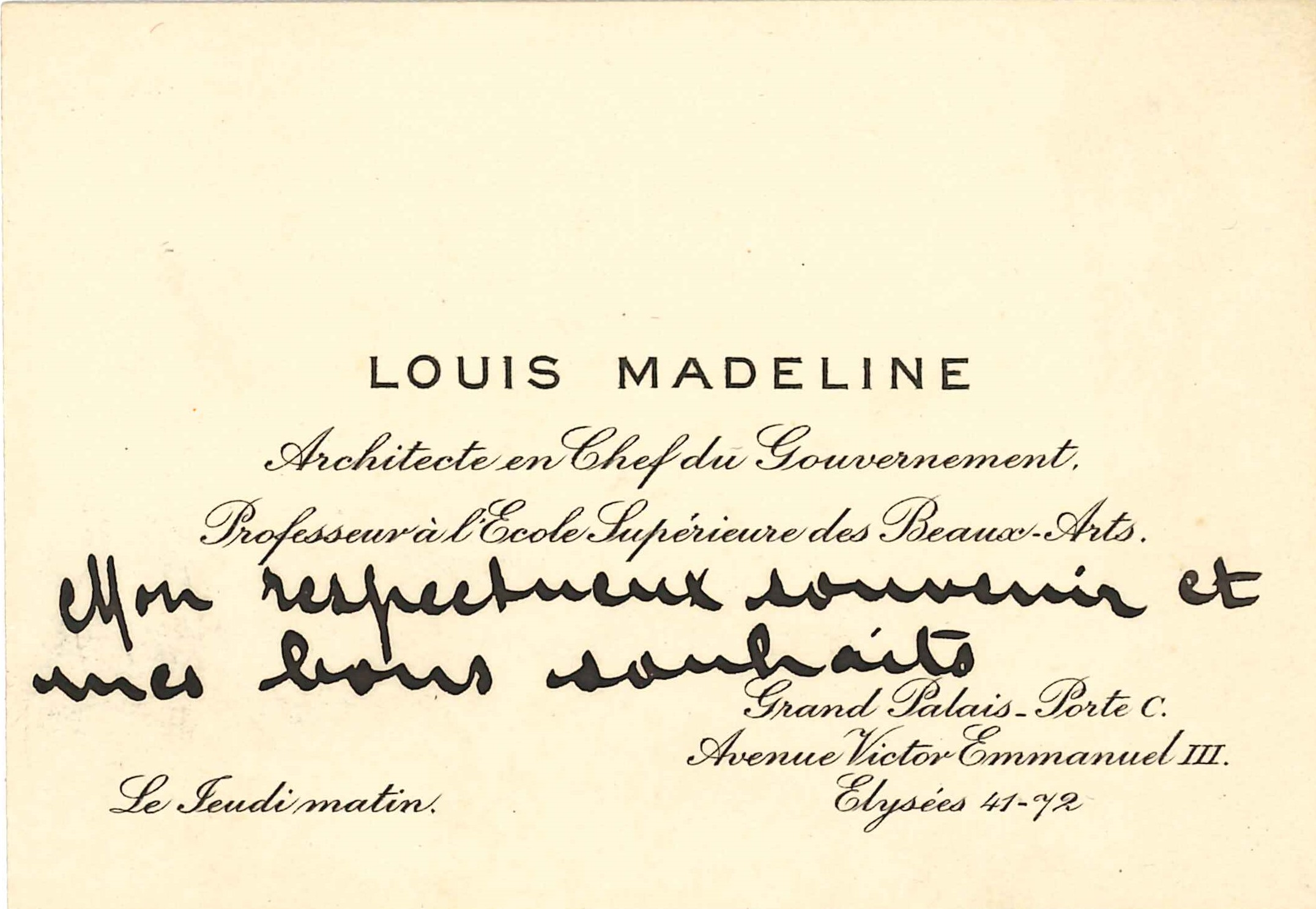
Carte de visite manuscrite de Louis Madeline (1882–1962), architecte français.

Louis Madeline est aussi chargé de la direction des travaux d'architecture pour la construction de la nouvelle faculté de médecine de Paris, rue des Saints-Pères après guerre avec Jean Walter et Paul Andrieu. Le 3 décembre 1953, l'inauguration des bâtiments a lieu en présence de Vincent Auriol, alors président de la République.
La faculté de médecine est la couronnement de la carrière de Louis Madeline qui prend sa retraite en 1953.
Architecte en chef des bâtiments civils et palais nationaux, Louis Madeline vit de nombreuses années à Neuilly avec son épouse et fait construire dans les années 1930 une villa Sequana (avec vue sur la Seine et agrémentée d'un parc) dans le village de Vétheuil situé à environ 1 heure de Paris près de Mantes-la-Jolie.
Il meurt en 1962 et est enterré un temps au cimetière de Vaugirard.
Son épouse quitte la région parisienne pour retourner dans sa région natale en Alsace et meurt en mai 1976 à Goxwiller. Louis et Marguerite Madeline sont alors enterrés ensemble à Niedernai.
Son frère Joseph Madeline (1891-1977) était architecte en chef des Houillères du Nord et du Pas-de-Calais et architecte en chef pour la reconstruction de la Moselle.